# Crinkill
Crinkill (irisch Críonchoill, lokal auch teilweise als Crinkle) ist eine Ortschaft im County Offaly im Zentrum der Republik Irland. Bei der Volkszählung 2022 lebten in Crinkill 795 Personen.

## Geografie
Crinkill ist ein Vorort von Birr und wird im Westen von der N62 von Birr nach Roscrea. Im Süden liegt der 1917 im Zuge des Ersten Weltkriegs errichtete Flugplatz Birr Aerodrome. 

## Geschichte
Der Ort hat eine junge Geschichte. 1805 wurde hier eine Kaserne für das britische Heer, die Birr Barracks, erbaut, um die sich das Dorf bildete. Bis zur Auflösung der Kaserne war hier u. a. das Prince of Wales’s Leinster Regiment (Royal Canadians) stationiert. 1922 wurde das Regiment wegen der Unabhängigkeit Irlands aufgelöst. Die IRA besetzte kurze Zeit später die Kaserne und brannte sie nieder. 1985 wurde sie abgerissen. Wenige Ruinenreste finden sich noch. 

## Sonstiges
Das Restaurant The Thatch ist seit fast 200 Jahren in den Händen der Familie Connole.

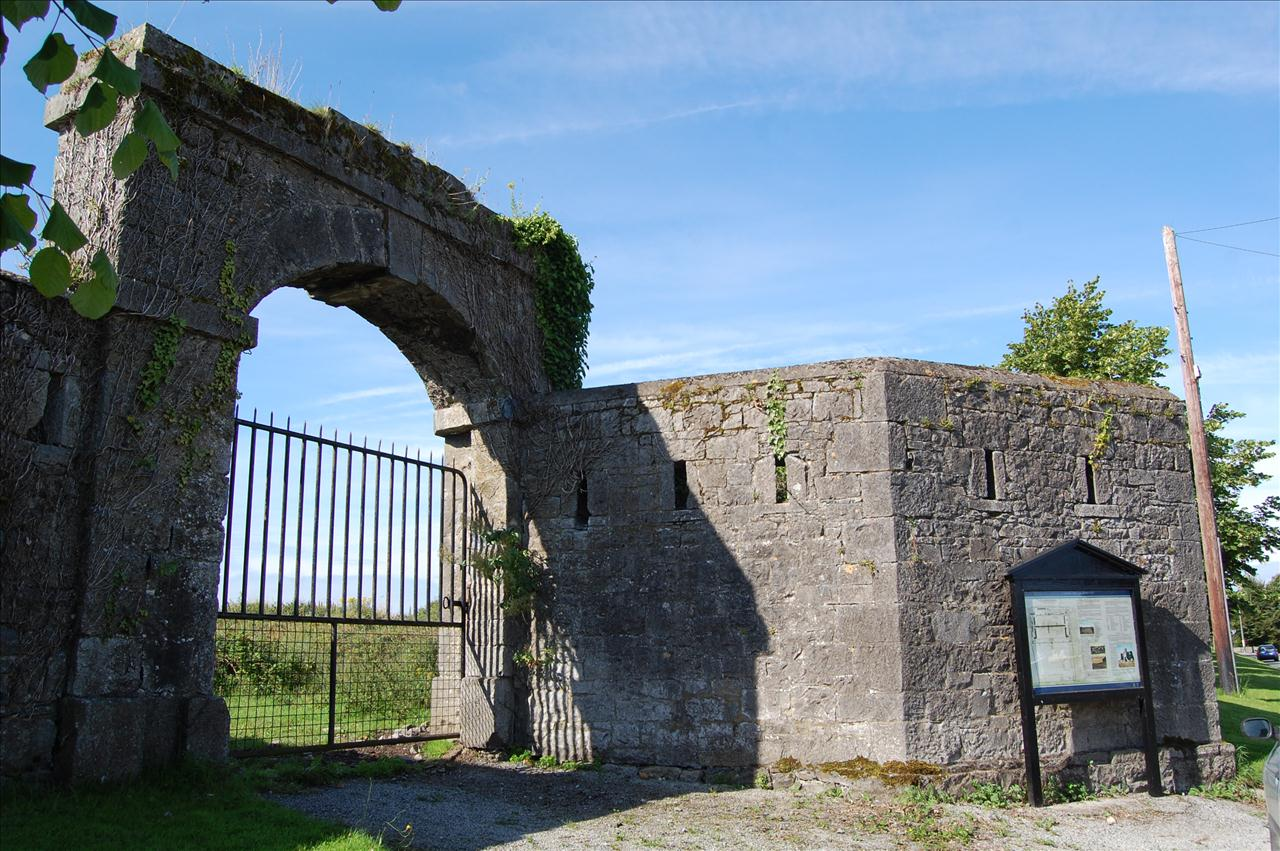
Reste von Birr Barracks